# Grand Prix Formule 1 van Japan 2005
De Grand Prix Formule 1 van Japan 2005 werd gehouden op 9 oktober 2005 op Suzuka International Racing Course in Suzuka.

## Uitslag
| Positie | Nummer | Rijder               | Team                | Ronden | Tijd/Opgave       | Startplaats | Punten |
| ------- | ------ | -------------------- | ------------------- | ------ | ----------------- | ----------- | ------ |
| 1       | 9      | Kimi Räikkönen       | McLaren - Mercedes  | 53     | 1:29:02.212       | 17          | 10     |
| 2       | 6      | Giancarlo Fisichella | Renault             | 53     | +1.633            | 3           | 8      |
| 3       | 5      | Fernando Alonso      | Renault             | 53     | +17.456           | 16          | 6      |
| 4       | 7      | Mark Webber          | Williams-BMW        | 53     | +22.274           | 7           | 5      |
| 5       | 3      | Jenson Button        | BAR-Honda           | 53     | +29.507           | 2           | 4      |
| 6       | 14     | David Coulthard      | Red Bull - Cosworth | 53     | +31.601           | 6           | 3      |
| 7       | 1      | Michael Schumacher   | Scuderia Ferrari    | 53     | +33.879           | 14          | 2      |
| 8       | 17     | Ralf Schumacher      | Toyota              | 53     | +49.548           | 1           | 1      |
| 9       | 15     | Christian Klien      | Red Bull - Cosworth | 53     | +51.925           | 4           |        |
| 10      | 12     | Felipe Massa         | Sauber - Petronas   | 53     | +57.509           | 10          |        |
| 11      | 2      | Rubens Barrichello   | Scuderia Ferrari    | 53     | +1:00.633         | 9           |        |
| 12      | 11     | Jacques Villeneuve   | Sauber - Petronas   | 53     | +1:23.221         | 8           |        |
| 13      | 18     | Tiago Monteiro       | Jordan-Toyota       | 52     | +1 Ronde          | 20          |        |
| 14      | 20     | Robert Doornbos      | Minardi - Cosworth  | 51     | +2 Rondes         | 15          |        |
| 15      | 19     | Narain Karthikeyan   | Jordan-Toyota       | 51     | +2 Rondes         | 11          |        |
| 16      | 21     | Christijan Albers    | Minardi - Cosworth  | 49     | +4 Rondes         | 13          |        |
| Ret     | 8      | Antônio Pizzonia     | Williams-BMW        | 9      | Ongeluk           | 12          |        |
| Ret     | 16     | Jarno Trulli         | Toyota              | 9      | Ongeluk           | 19          |        |
| Ret     | 10     | Juan Pablo Montoya   | McLaren - Mercedes  | 0      | Ongeluk           | 18          |        |
| DSQ     | 4      | Takuma Sato          | BAR-Honda           | 52     | Gediskwalificeerd | 5           |        |

## Wetenswaardigheden
- Laatste pole position: Ralf Schumacher.
- Laatste overwinning voor team: Kimi Räikkönen voor McLaren. Het was ook zijn laatste overwinning tot de Grand Prix van Australië 2007.
- Rondeleiders: Ralf Schumacher 12 (1-12), Giancarlo Fisichella 27 (13-20; 27-38; 46-52), Jenson Button 4 (21-22; 39-40), David Coulthard 1 (23), Michael Schumacher 3 (24-26) en Kimi Räikkönen 6 (41-45; 53).
- Takuma Sato werd gediskwalificeerd voor de botsing met Jarno Trulli.
- Jacques Villeneuve kreeg een tijdstraf van 25 seconden omdat hij Juan Pablo Montoya van de baan duwde.
- Dit was de laatste pole position voor Toyota tot de Grand Prix van Bahrein 2009.

## Standen na de Grand Prix

### Coureurs
| Positie | Nummer | Rijder               | Team             | Punten |
| ------- | ------ | -------------------- | ---------------- | ------ |
| 1       | 5      | Fernando Alonso      | Renault          | 123    |
| 2       | 9      | Kimi Räikkönen       | McLaren          | 104    |
| 3       | 1      | Michael Schumacher   | Scuderia Ferrari | 62     |
| 4       | 10     | Juan Pablo Montoya   | McLaren          | 60     |
| 5       | 6      | Giancarlo Fisichella | Renault          | 53     |

### Constructeurs
| Positie | Nummers | Team             | Rijders                               | Punten |
| ------- | ------- | ---------------- | ------------------------------------- | ------ |
| 1       | 9 10    | McLaren          | Kimi Räikkönen Juan Pablo Montoya     | 176    |
| 2       | 5 6     | Renault          | Fernando Alonso Giancarlo Fisichella  | 176    |
| 3       | 1 2     | Scuderia Ferrari | Michael Schumacher Rubens Barrichello | 100    |
| 4       | 16 17   | Toyota           | Jarno Trulli Ralf Schumacher          | 84     |
| 5       | 7 8     | Williams         | Mark Webber Antônio Pizzonia          | 64     |

## Statistieken
| Snelste ronde | Kimi Räikkönen | McLaren - Mercedes | 1:31.540 |

## Noot
- Dit was de honderdste podiumplaats voor een Finse coureur.

1976 · 1977 · 1987 · 1988 · 1989 · 1990 · 1991 · 1992 · 1993 · 1994 · 1995 · 1996 · 1997 · 1998 · 1999 · 2000 · 2001 · 2002 · 2003 · 2004 · 2005 · 2006 · 2007 · 2008 · 2009 · 2010 · 2011 · 2012 · 2013 · 2014 · 2015 · 2016 · 2017 · 2018 · 2019 · 2022 · 2023 · 2024 · 2025